# Eddie Eagan
Edward Patrick Francis Eagan –conocido como Eddie Eagan– (Denver, 26 de abril de 1898-Nueva York, 14 de junio de 1967) fue un deportista estadounidense que compitió en boxeo y bobsleigh.
Participó en tres Juegos Olímpicos, dos de verano (1920 y 1924) y uno en invierno (1932), obteniendo dos medallas, oro en Amberes 1920 y oro en Lake Placid 1932.

## Palmarés internacional
| Juegos Olímpicos | Juegos Olímpicos  | Juegos Olímpicos | Juegos Olímpicos |
| Año              | Lugar             | Medalla          | Prueba           |
| ---------------- | ----------------- | ---------------- | ---------------- |
| 1920             | Amberes (Bélgica) | Medalla de oro   | 79,4 kg          |

| Juegos Olímpicos | Juegos Olímpicos             | Juegos Olímpicos | Juegos Olímpicos |
| Año              | Lugar                        | Medalla          | Prueba           |
| ---------------- | ---------------------------- | ---------------- | ---------------- |
| 1932             | Lake Placid (Estados Unidos) | Medalla de oro   | Cuádruple        |